# Michel Dubocage
 (juin 2012).

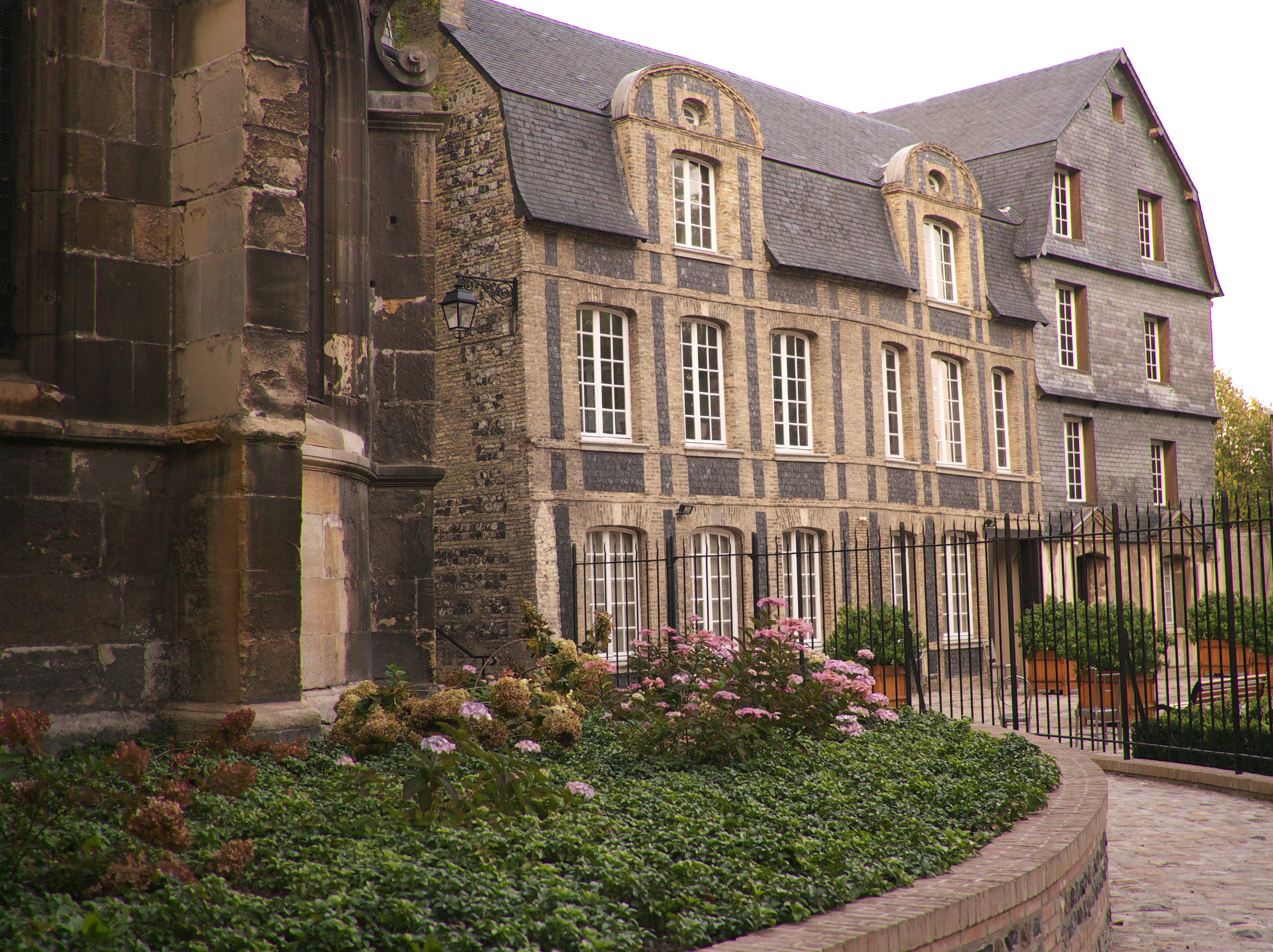
Hôtel Dubocage de Bléville, Le Havre

Michel-Joseph Dubocage, seigneur de Bléville, né au Havre dans le quartier Notre-Dame, le 28 janvier 1676, où il est mort le 10 mai 1727, est un navigateur, corsaire, explorateur et négociant-armateur français.

## Biographie
Michel Dubocage est le fils de Marie Dufresnil et de Nicolas Dubocage, capitaine de navire. Il s'engage dans la Marine du roi pendant la guerre de la Ligue d'Augsbourg. Son ardeur au combat et ses blessures lui valent le grade de lieutenant de frégate légère à l'âge de 16 ans et une épée d'honneur de la part de Louis XIV. Il sert comme corsaire dans l'escadre de Jean Bart.
Il obtient le commandement de la frégate royale La Dauphine, qu’il utilise comme navire corsaire. Il perd ce navire armé de 30 canons le 11 décembre 1704, sur le rocher la Natière, à l’entrée du port de Saint-Malo en ramenant une prise anglaise. L'équipage a pu se sauver sur la prise et Michel Dubocage sera blanchi de ce naufrage.
Entre le 28 août 1707 et le 23 août 1716, il participe à une expédition commerciale de neuf ans dans l'océan Pacifique à bord de la Découverte aller et retour par le cap Horn. Il découvre le 3 avril 1711 l'île de la Passion actuellement connue sous le nom de l’île de Clipperton. Il négocie en Chine à Amoy (Xiamen) probablement le premier traité commercial maritime franco-chinois consigné par écrit dans un journal de navigation.

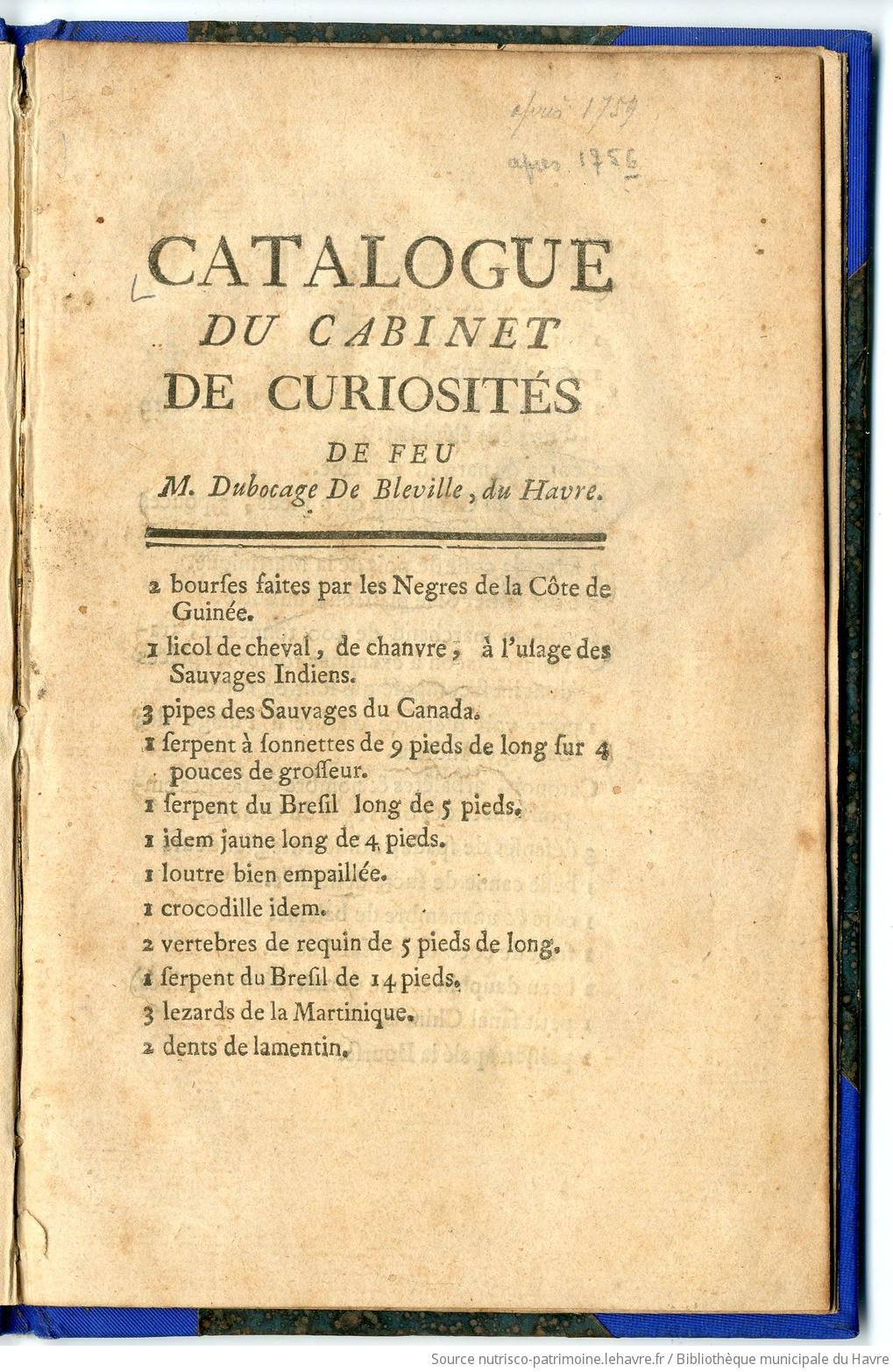
Catalogue du cabinet de curiosités de feu Dubocage de Bléville

À son retour au Havre, fortune faite, il monte une maison de négoce à laquelle il associera son fils prénommé Michel Joseph comme lui. Il achète un hôtel particulier au cœur du quartier Saint-François, qu'il agrandit et acquiert par ailleurs dans les environs du Havre la seigneurie de Bléville dont il portera le nom, la Vavassorie de Gainneville, une ferme à Soquence et des terres à Octeville. Pendant les disettes de 1720-1725, en liaison avec le financier Samuel Bernard, il fera venir au Havre, à son compte et parfois à perte, de nombreux navires chargés de blé.
Marié à Marie-Jeanne Boissaye du Bocage, fille de Georges Boissaye du Bocage (1626-1696) et sœur de Georges Boissaye du Bocage (1661-1717), il est le père de Michel Joseph du Bocage de Bléville.
Il est enterré dans l'église de Bléville ainsi que son fils, tous deux souvent confondus.

## Source et bibliographie
- Michel Dubocage, Journal de navigation fait par le capitaine Dubocage commandant la frégate La Découverte présenté, transcrit et annoté par Claude et Jacqueline Briot auteurs du sous-titre Voyage à la Chine par le Cap-Horn. Découverte de Clipperton 1707-1716, Books on Demand, avril 2010 ;
- Claude et Jacqueline Briot, « Dubocage de Bléville, découvreur de Clipperton. Son voyage au Chili, au Pérou et en Chine », dans Recueil de l'Association des Amis du Vieux Havre, no 48, 1989.
- Claude Briot, « Le voyage de spéculation du Havrais Michel Dubocage au Chili, au Pérou et en Chine à bord de la Découverte 1707-1716 », Actes du colloque Des odyssées à travers le temps Université du Havre/CERIL publiés par L'Harmattan en 2002.
- Jacqueline Briot, Rue Jérôme Bellarmato, au chevet de l'église Saint-François  (Histoire de la maison Dubocage devenue Hôtel Dubocage de Bléville). Bulletins no 75-2005 et 76-2006 du Centre havrais de recherche historique (anciennement Amis du Vieux Havre).
- ADRAMAR, fouille de La Dauphine
- Élisabeth Veyrat, Michel L'Hour (Drassm), Les épaves corsaires de la Natière. Archéologie sous-marine à Saint-Malo, [lire en ligne]
- Collectif, Dubocage de Bléville, Clipperton et la Chine Actes du colloque des 1er et 2 avril 2011 au Havre, à l'occasion du tricentenaire de la découverte de l'île de La Passion renommée Clipperton par les Anglais. Cahiers Havrais de Recherche Historique no hors-série 2011 en quadrichromie 272 pages, 170 illustrations la plupart en couleur.